# Felice Giordano (pittore)

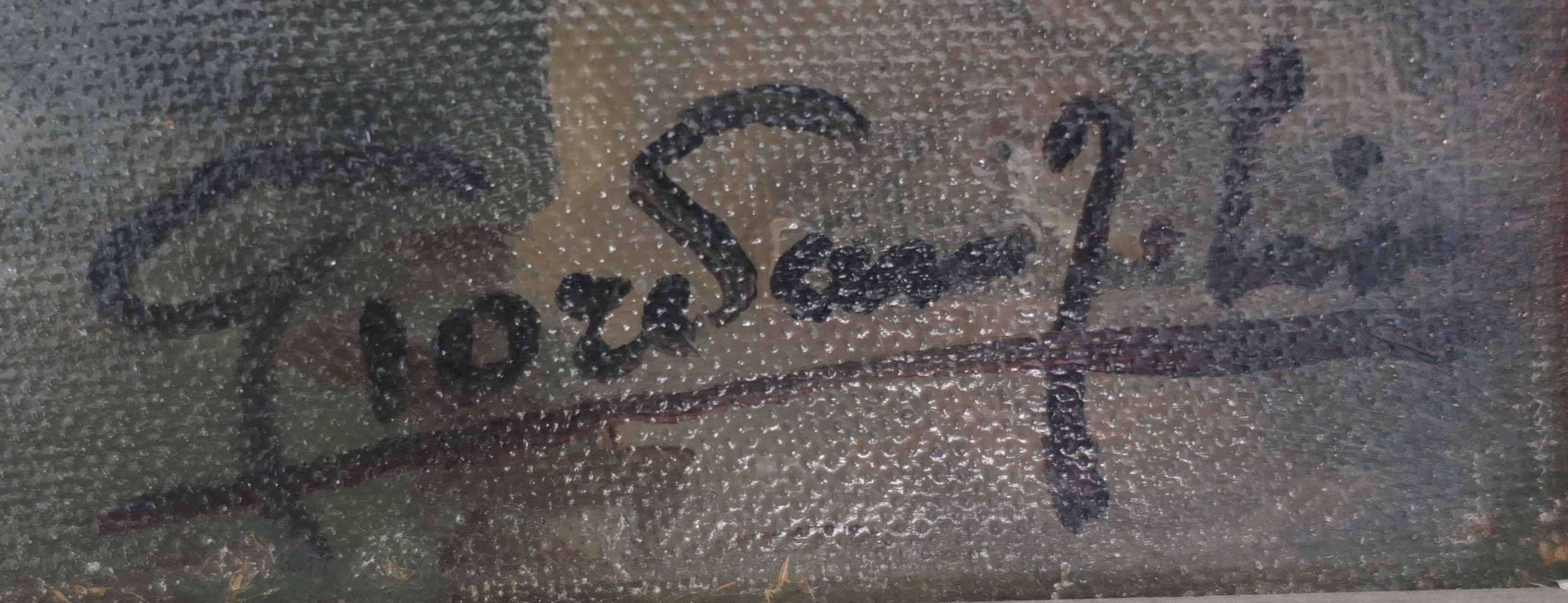
Firma dell'artista.

Felice Giordano (Napoli, 9 gennaio 1880 – Capri, 25 agosto 1964) è stato un pittore italiano vedutista che ha operato nella prima metà del Novecento.

## Biografia
Felice Giordano nacque a Napoli il 9 gennaio 1880 e in questa città frequentò l'Accademia di Belle Arti. Il suo vero maestro e guida per la sua formazione fu però il pittore Antonino Leto, un maturo artista napoletano che era stato allievo di Adriano Cecioni nel periodo della "Scuola di Resìna" dove vi aveva portato l'esperienza dei Macchiaioli. Questo Leto godeva di vasto successo e dal 1899 si era trasferito a vivere stabilmente a Capri.

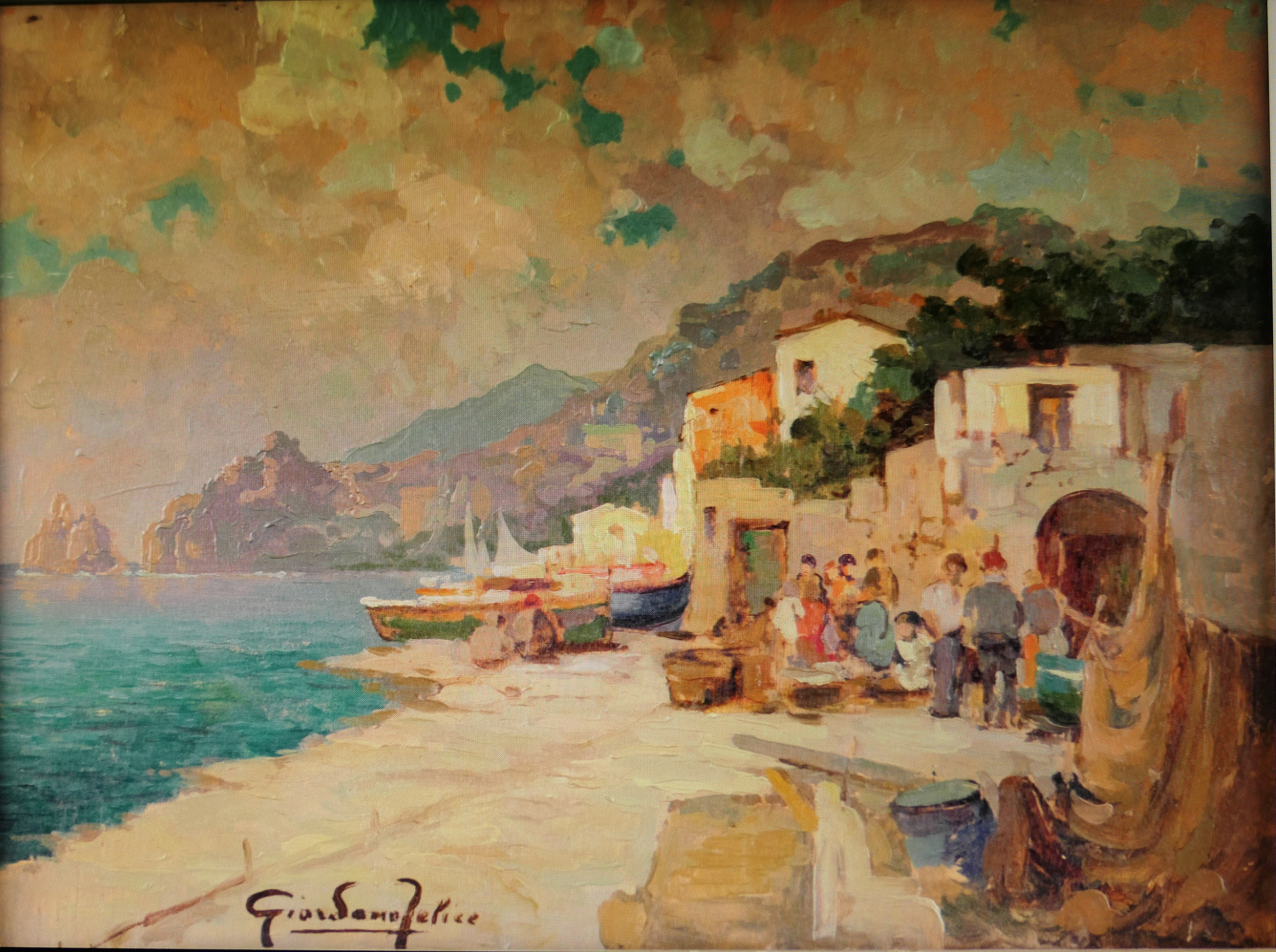
Porticciolo caprese.

L'influenza di Leto è ben visibile nella tecnica pittorica degli inizi di Giordano, che è caratterizzata da "un intenso esaltarsi della materia stesa e fatta brillare con luci smaltate, sia nei paesaggi che nelle nature morte di così forte consistenza"; poi col tempo l'artista riesce a trovare una sua dimensione originale però tenendo questa volta presenti le vedute napoletane e capresi di Attilio Pratella e soprattutto di Rubens Santoro, suoi conterranei e di lui poco più anziani. Gli rimane infatti costante l'amore per Capri, dove anch'egli si trasferisce a vivere, e i paesaggi isolani diventano in quegli anni la sua principale fonte d'ispirazione, anche se non mancano le nature morte marinare con pesci cozze e polpi o i paesaggi urbani che ritraggono il cuore della vecchia Napoli.
Viaggia comunque molto, e soggiorna a lungo a Venezia cogliendovi spunti per la sua arte e venendo suggestionato dalle opere di Giacomo Favretto; e poi a Parigi, entrambi luoghi dove prima di lui era stato anche Rubens Santoro.

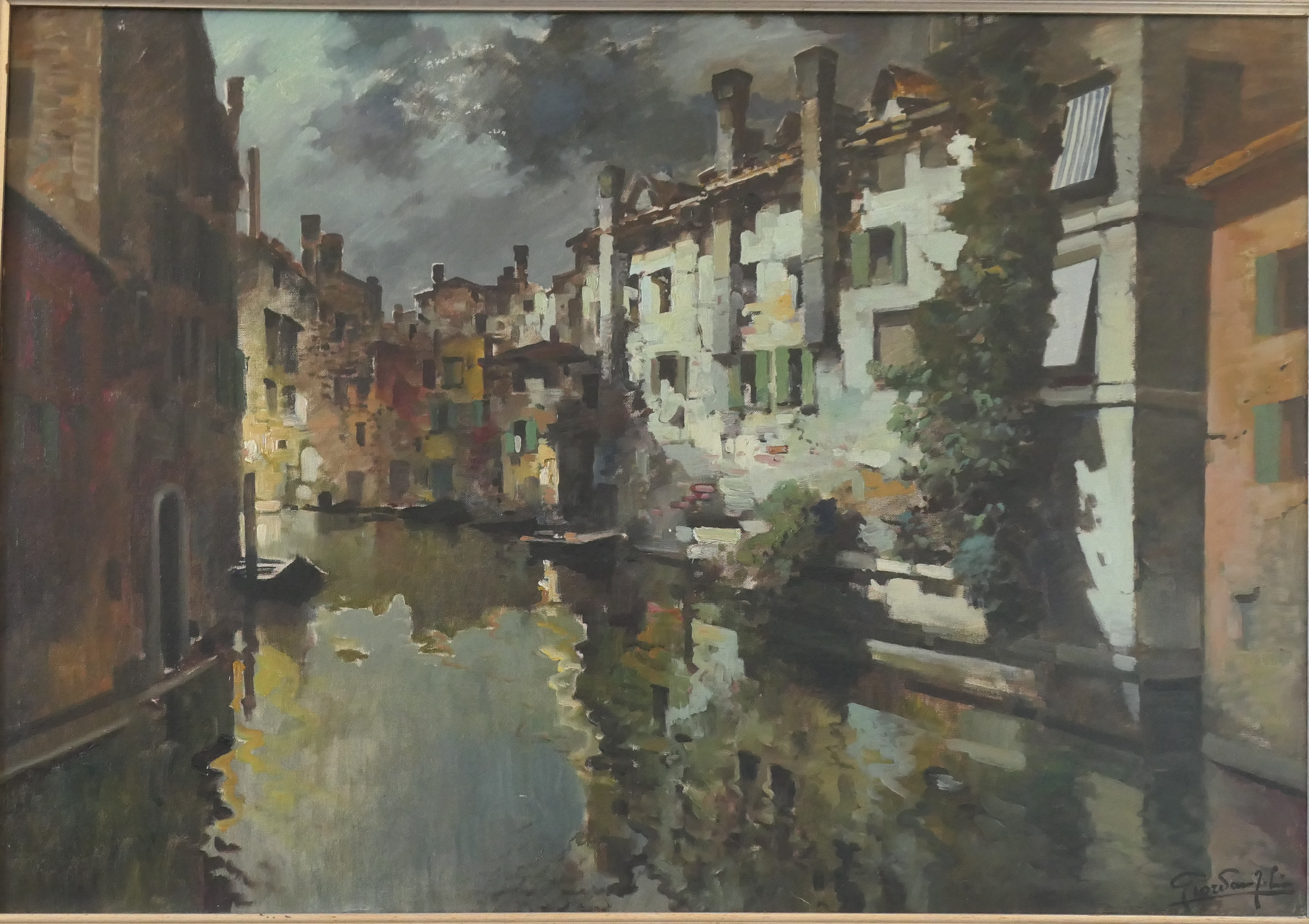
Un canale di Venezia sotto la luna.

Inizialmente ebbe fama nella natìa Napoli, dove presenta alla XXII edizione della Esposizione della Società Promotrice Salvator Rosa il suo dipinto In campagna, e poi ancora nel 1913, nel 1920, e a quella del 1922 con le opere Capri e Notturno. Poi la sua notorietà si estese anche in ambito nazionale e una sua mostra personale alla Galleria Geri di Milano ebbe buon successo di pubblico e di critica.
Suoi dipinti si trovano alla Galleria d'Arte Moderna di Milano (Piazzetta della fontana a Capri), nella sala del Consiglio dell'Economia Nazionale di Bologna (Primavera a Capri), nella sede del Comune di Napoli (Il traffico).
I suoi soggetti più apprezzati sono i paesaggi e gli scorci urbani (oltre che di Napoli e Capri anche di Venezia e Parigi), le ricordate corpose nature morte marinare, e gli incantati o vibranti notturni, che sono tra le opere più tipiche ed efficaci della sua produzione.
Si spense ottantaquattrenne a Capri, la sua isola d'adozione, il 25 agosto 1964.

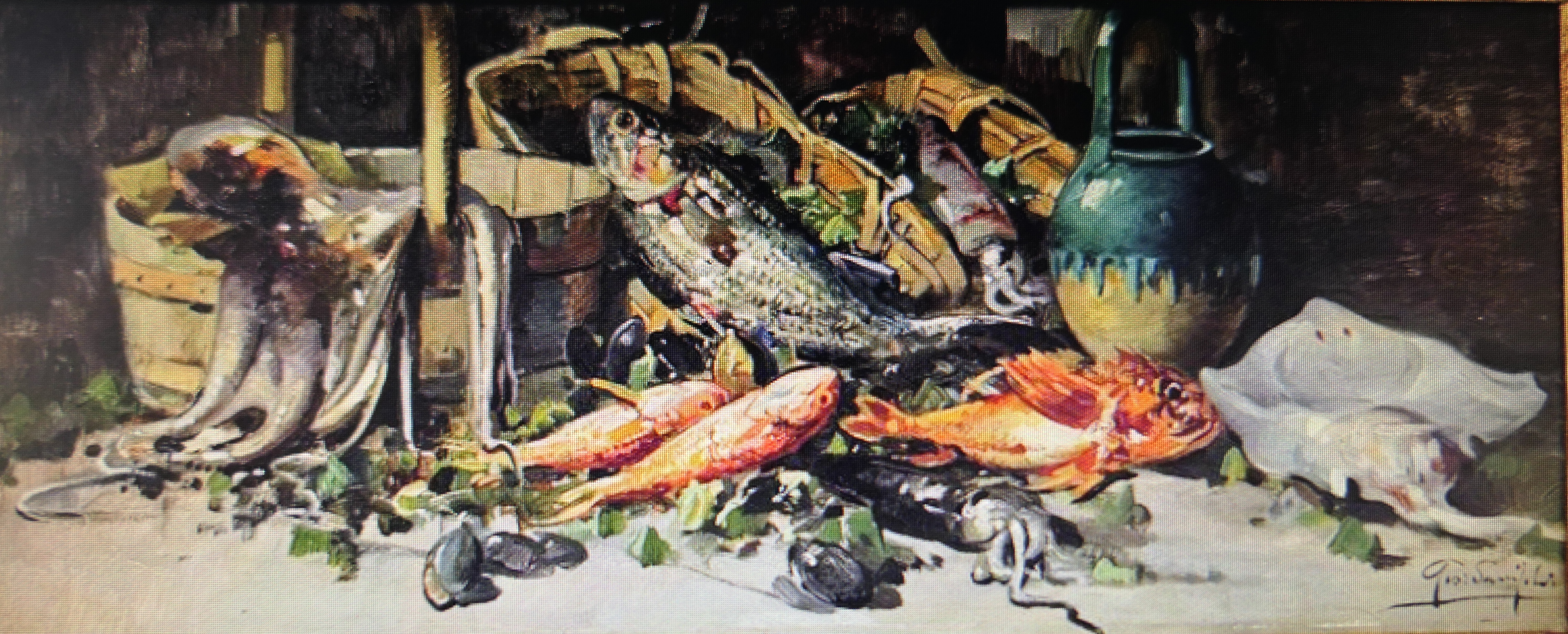
Natura morta.